# Římskokatolická farnost Újezd u Černé Hory
Římskokatolická farnost Újezd u Černě Hory je územní společenství římských katolíků v obci Újezd u Černé Hory s farním kostelem Všech svatých.

## Území farnosti
- Újezd u Černé Hory s kostelem Všech svatých
- Lažany
- Lubě s kaplí Narození Panny Marie
- Malá Lhota s kaplí sv. Anny
- Milonice
- Skalička s kaplí sv. Václava
- Závist

## Historie farnosti
Kostel byl postaven na počátku 13. století jako šlechtická svatyně v románském slohu. Nejstarší dochovanou zprávou o kostele je zápis z roku 1308 o faráři Jakubu z Újezda. V letech 1592 až 1634 zde působili nekatoličtí duchovní. V polovině 17. století patřila obec do farnosti Lipůvka, roku 1797 byla farnost obnovena. První farář František Slovák se zasloužil o vybudování nové fary v letech 1802-1803.

## Duchovní správci
Administrátorem excurrendo je od 15. září 2005 R. D. Ing. Vladislav Valentík, dříve farář, od srpna 2017 výpomocný duchovní v Černé Hoře.

## Bohoslužby
| Kostel        | Místo              | Bohoslužba (den) | Hodina     | Poznámka     |
| ------------- | ------------------ | ---------------- | ---------- | ------------ |
| Všech svatých | Újezd u Černé Hory | neděle středa    | 8.30 14.00 | Farní kostel |

## Aktivity ve farnosti
Dnem vzájemných modliteb farností za bohoslovce a bohoslovců za farnosti brněnské diecéze je 17. únor. Adorační den připadá na 19. října.
Na území farnosti se koná Tříkrálová sbírka. Při sbírce v roce 2016 se vybralo například v Lažanech 7 239 korun. O rok později činil výtěžek sbírky v Lažanech 7 889 korun, v obci Lubě 6 479 korun.